# Jaime Mainou
Jaime Mainou, även känd som Mainow, Jaime Mainou I Serradell och ett flertal andra namn, född 1930, död 17 mars 2006, var en katalansk serietecknare som är mest känd för sina verk på den tyska seriemarknaden under 1970-talet.

## Biografi
Mainow inledde sin karriär som serietecknare under slutet av 1950-talet, och bland hans tidiga verk ingick bland annat de spanska serierna Rin Tin Tin och La Risa of Editorial Marco. Speciellt för den tyska marknaden tecknade han serier för den tyska Helan och Halvan-tidningen. Under 1970-talet ägnade han sig i stort sett bara åt den tyska marknaden, då han bland annat arbetade tillsammans med Rolf Kauka och Bastei. Det var vid den här tiden han tecknade serierna Oeste Moustache och Pippin. Han tecknade även Susie, som i Sverige publicerades i Pellefant-tidningen. 
Senare under karriären ägnade han sig åt en serieversion av en tysk TV-serie, och för den skandinaviska marknaden ritade han kortare serier om Disney-figuren Långben under 70-talets senare hälft. Därefter började han återigen att skapa serier för den spanska marknaden.

## Svenska utgivningar
Många av Mainows verk har publicerats i Sverige. Till verk som utkommit på svenska hör bland annat serier i Helan och Halvan-tidningen och Susie-serien, som var en bi-serie i tidningen Pellefant. Båda tidningarna publicerades av Williams förlag vid den här tiden. 